# Charles Willson Peale

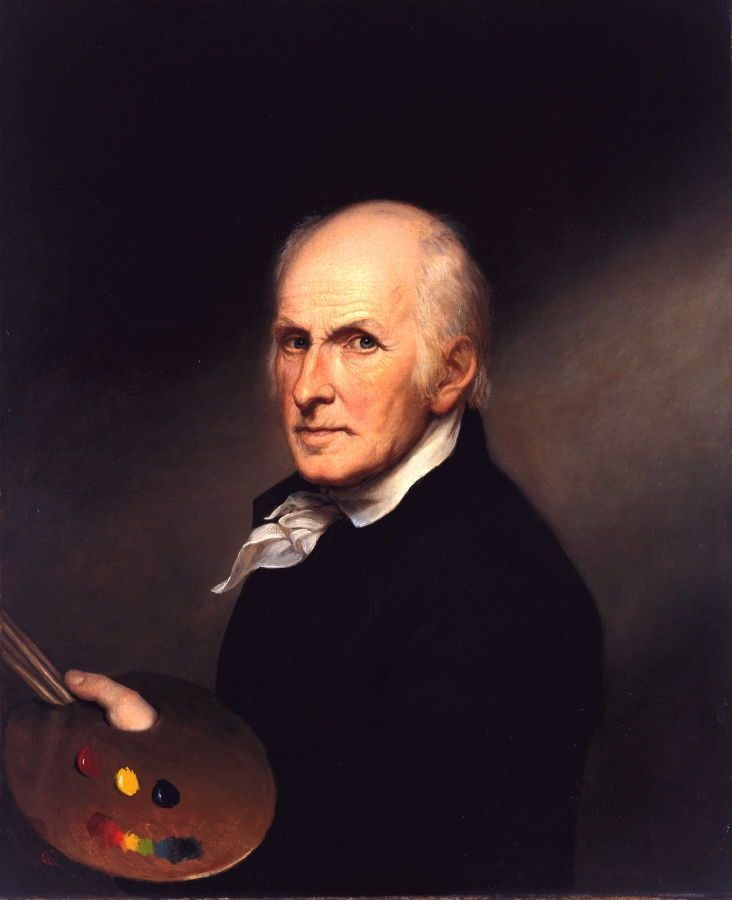
Charles Willson Peale
(Selbstporträt, 1822)

Charles Willson Peale (* 15. April 1741 in der St. Paul’s Parish im Queen Anne’s County, Province of Maryland; † 22. Februar 1827 in Philadelphia, Pennsylvania) war ein US-amerikanischer Maler und Museumsgründer (Peale’s Philadelphia Museum).

## Leben
Charles Willson Peale war ein Sohn von Charles Peale (1709–1750) und dessen Ehefrau Margaret Triggs (1709–1791). Der Maler James Peale (1749–1831) war sein jüngerer Bruder und eine seiner Schwestern heiratete 1771 den Politiker Nathaniel Ramsey.
Als sein Vater 1750 starb, ging die Mutter mit den Kindern nach Annapolis (Maryland) und dort begann Peale 1755 bei einem Sattler eine Lehre. Nach Abschluss derselben eröffnete er eine eigene Sattlerei und politisch interessiert, schloss er sich in dieser Zeit auch den Sons of Liberty an. Mit seinem Geschäft erlitt Peale Schiffbruch und auch sein Versuch als Uhrmacher blieb erfolglos. Während weitere Versuche, seinen Lebensunterhalt zu verdienen in einem finanziellen Desaster endeten, begann er in dieser Zeit auch zu malen und zeichnen.
Charles Willson Peale heiratete 1762 Rachel Brewer (1744–1790) und hatte mit ihr zehn Kinder: darunter Raphaelle (1774–1825), Angelica (1775–1853), Rembrandt (1778–1860), Titian (1780–1798), Rubens (1784–1865) und Sophonisba (1786–1859).

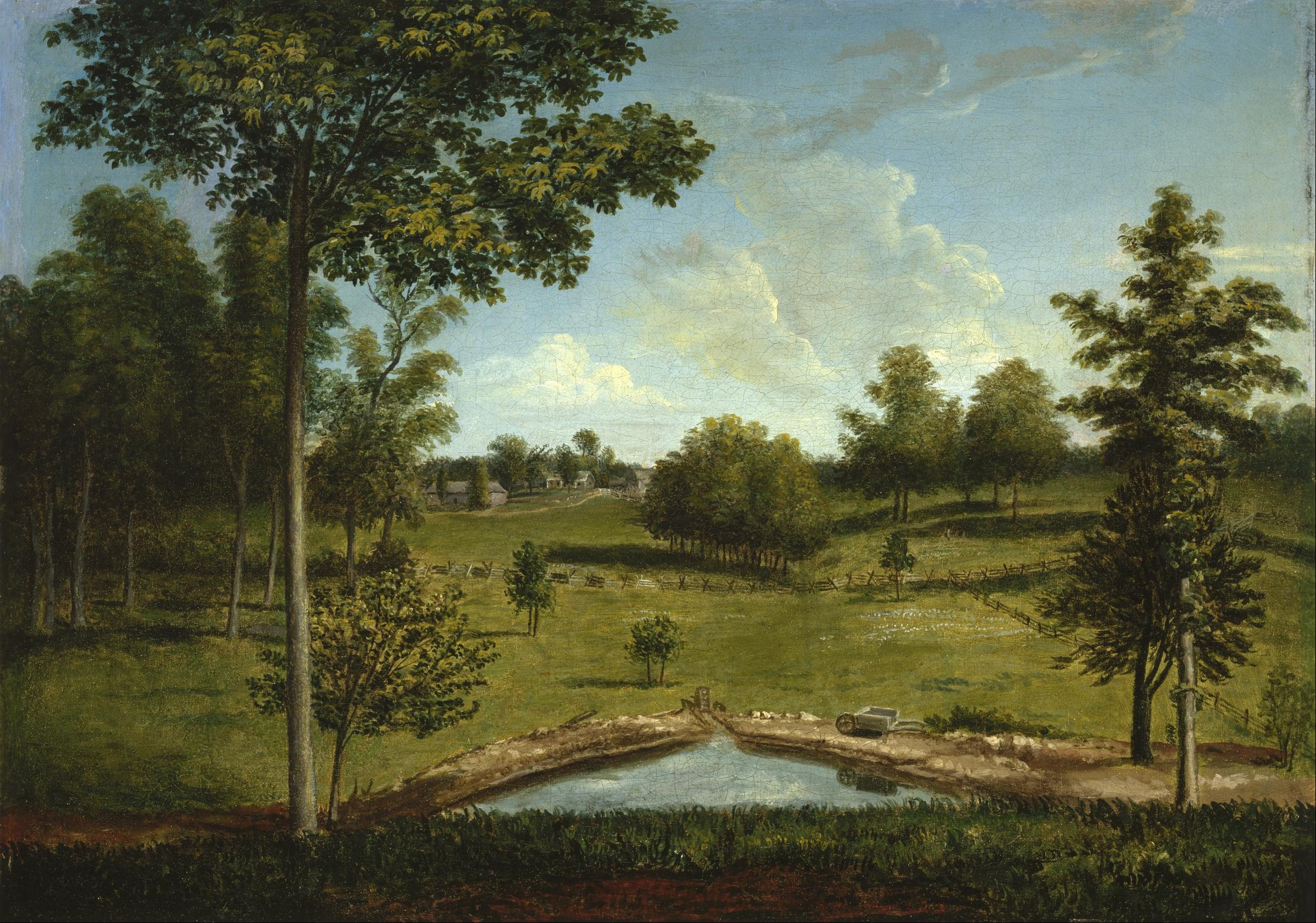
Charles Willson Peale: Landscape Looking Toward Sellers Hall from Mill Bank (1813/1823). Museum of Fine Arts, Houston

Mit seinen ersten Porträts hatte Peale sofort erste kleine Erfolge und so nahm er Zeichen- und Malunterricht bei John Hesselius in Philadelphia (Pennsylvania) und wechselte wenig später ins Atelier von John Singleton Copley in Boston (Pennsylvania). Durch letzteren erfuhr Richter John Beale Bordley vom Talent Beales. Bordley initiierte einen Fonds und ermöglichte dadurch Peale im Frühjahr 1767 nach London zu reisen, um bei Benjamin West zu studieren.
Im Herbst 1769 kehrte Peale wieder in die USA zurück und ließ sich in Annapolis nieder. Dort eröffnete er ein Atelier, wo sein jüngerer Bruder James sein erster Schüler wurde. Als noch während des Unabhängigkeitskriegs die Deputierten der Dreizehn Kolonien 1776 begannen, die Unabhängigkeitserklärung der Vereinigten Staaten zu formulieren, war Peale in Philadelphia, wo er alle wichtigen amerikanischen Politiker porträtierte.
Als Mitglied der Sons of Liberty war Peale auch Gruppenführer der Pennsylvania Militia. Er nahm an einigen Gefechten teil, was ihn aber nicht daran hinderte, viele Offiziere der Kontinentalarmee zu porträtieren. In den Jahren 1779/1780 fungierte Peale als Abgeordneter in der Regierung Pennsylvanias und anschließend kehrte er nach Hause zurück, um zu malen. 1784 gehörte Peale zu den Gründern der Pennsylvania Academy of the Fine Arts, wo er später auch für einige Zeit als Zeichenlehrer fungierte. Er war auch an der Gründung des naturhistorischen Museums von Philadelphia beteiligt.

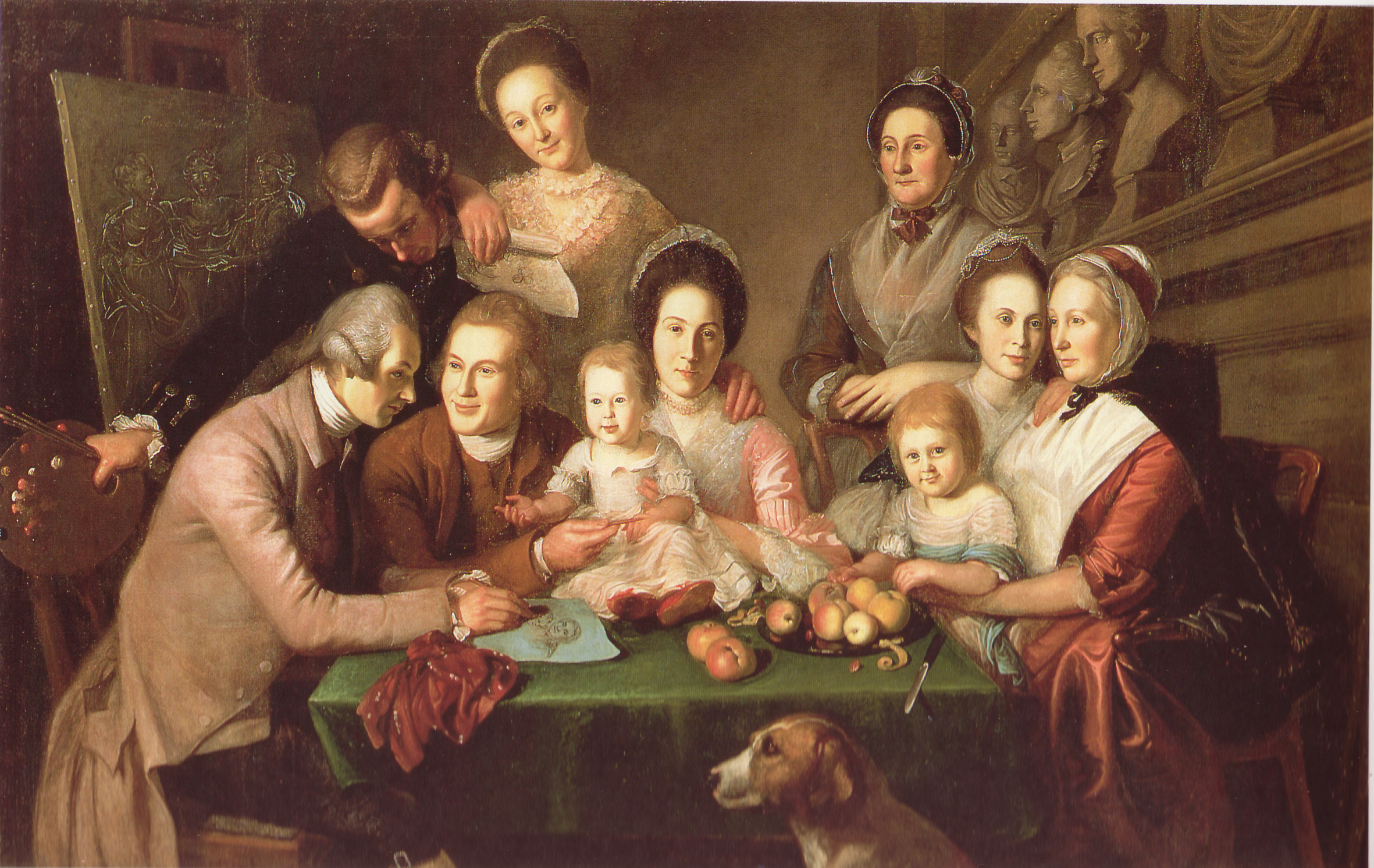
Charles Willson Peale: The Peale family (Die Peale-Familie, 1773–1809). New York Historical Society

1790 starb Peales Ehefrau und nach einem Trauerjahr heiratete Peale 1791 in zweiter Ehe Elizabet de Peyster (1765–1804) und hatte mit ihr sechs Kinder: darunter Charles Linnaeus (1794–1832), Franklin (1795–1870) und Titian Ramsey (1799–1885). 1804 starb Peales zweite Ehefrau und im darauffolgenden Jahr heiratete er in dritter Ehe Hannah Moore († 1820).
1810 erwarb Peale von Charles Grégoire in der Nähe von Germantown eine Farm namens „Neave’s Place“. Nach dem Umzug der Familie Peale wurde der Besitz Belfield genannt. Als 1820 seine dritte Ehefrau starb, zog Peale zu seinem Sohn Rubens und verkaufte erst im Januar 1826 diesen Besitz an William Logan Fisher, der das Anwesen seiner Tochter Sarah und seinem Schwiegersohn William Wister zur Hochzeit schenkte.
Am 22. Februar 1827 starb Charles Willson Peale und fand seine letzte Ruhestätte auf dem Friedhof der St. Peter’s Episcopal Church in Philadelphia. Seinen Nachlass verwaltet die La Salle University in Philadelphia.

### Verhältnis zur Sklaverei

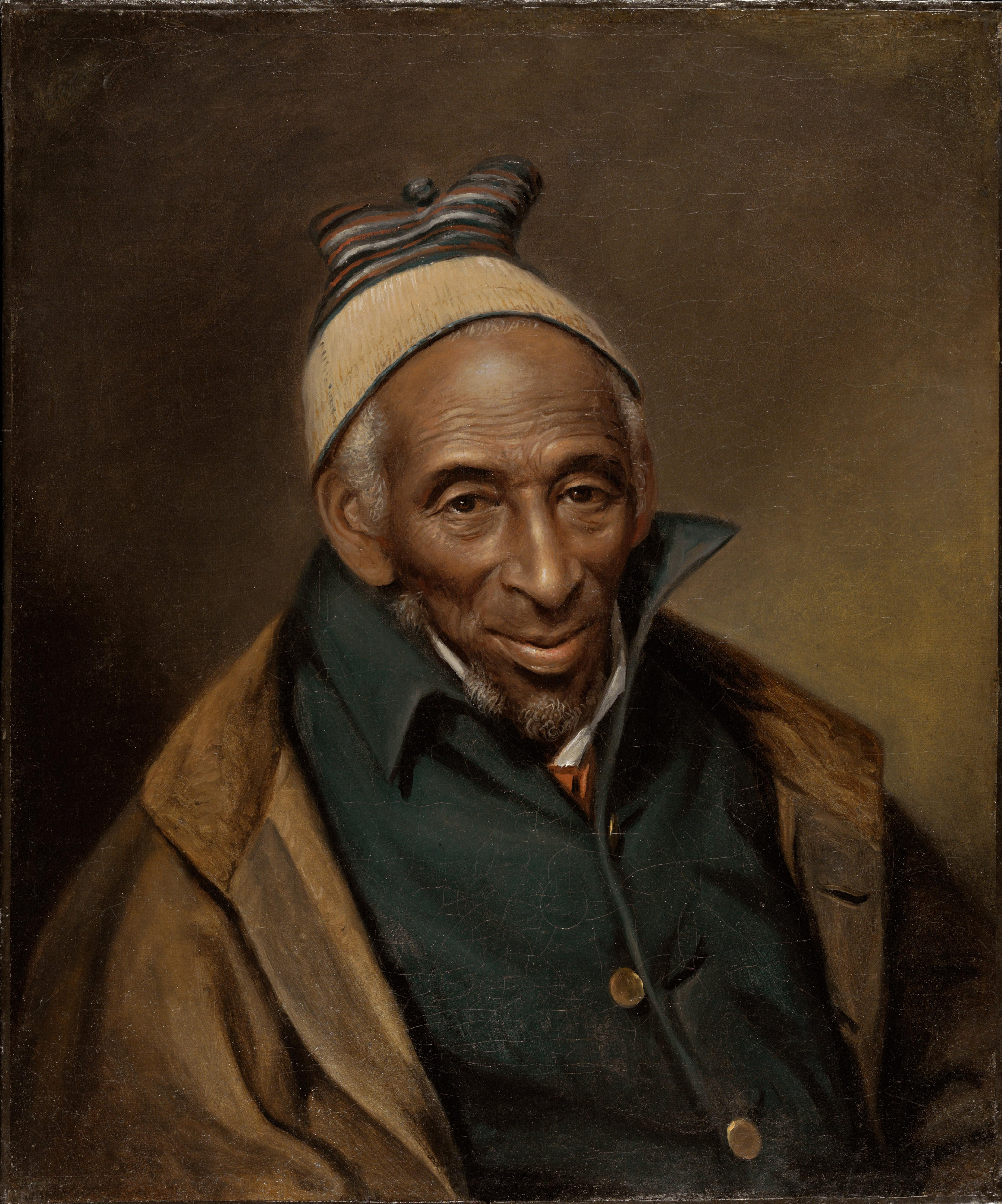
Charles Willson Peale: Portrait of Yarrow Mamout (Muhammad Yaro), 1819. Philadelphia Museum of Art

Charles Willson Peale war Sklavenhalter. Er besaß ein afroamerikanisches Ehepaar namens Lucy und Scarborough, dessen Sohn Moses Williams um 1777 als Sklave geboren wurde. Während die Eltern 1786 freigelassen wurden, musste Moses laut gesetzlicher Vorgaben bis zu seinem 28. Lebensjahr in Peales Dienst bleiben. Er wuchs im Haushalt der Peales auf und wurde in verschiedenen Tätigkeiten im Museum ausgebildet, darunter Tierpräparation und Ausstellungskunde. Ab 1802 übernahm er die Bedienung des Physiognotrace, eines mechanischen Geräts zur Herstellung von Scherenschnitten. Er entwickelte daraus ein eigenes künstlerisches Gewerbe und erlangte durch diese Tätigkeit bereits ein Jahr vor dem gesetzlich vorgesehenen Termin seine Freiheit. Laut Rembrandt Peale war seine Arbeit so erfolgreich, dass er ein Haus erwerben konnte. Später ließ die Nachfrage nach Silhouettenporträts nach und Moses geriet offenbar in wirtschaftliche Schwierigkeiten.
Zwar unterstützte Peale als Abgeordneter die Verabschiedung des „Act for the Gradual Abolition of Slavery“ in Pennsylvania im Jahr 1780, er blieb aber dennoch ein aktiver Teilnehmer am Sklavensystem. So ließ er andere versklavte Personen „hinzumieten“ und profitierte direkt vom Arbeits- und Kreativvermögen seiner Sklaven. In privaten Schriften äußerte er sich widersprüchlich über die Institution der Sklaverei. So bezeichnete er 1804 den Zustand, „von Sklaven umgeben zu sein“, als „entsetzlich“.

## Werk

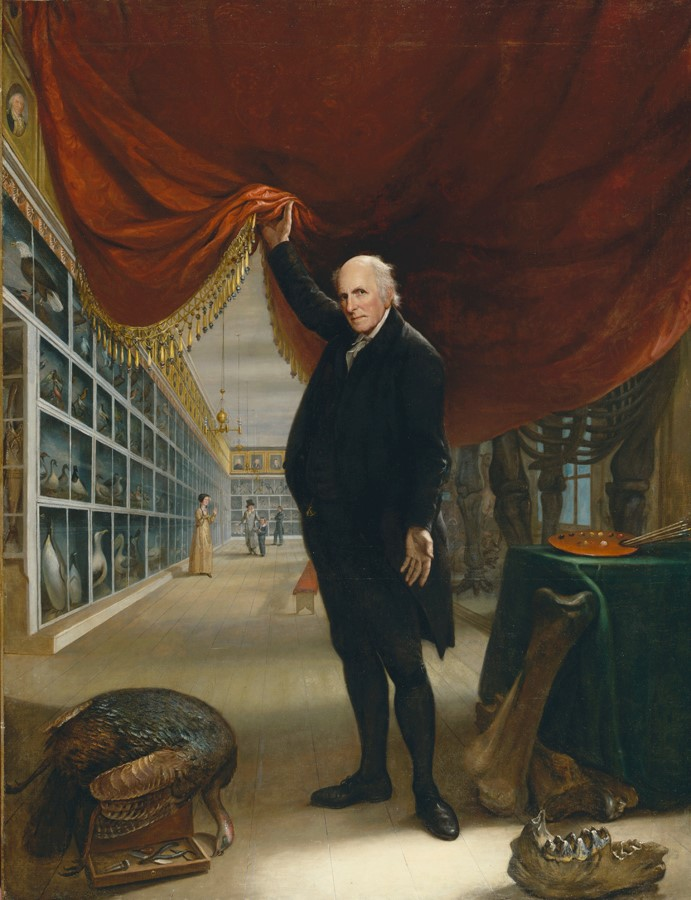
Charles Willson Peale: Selbstporträt – Der Künstler in seinem Museum, 1822. Pennsylvania Academy of the Fine Arts

Charles Willson Peale wurde vor allem als Porträtmaler bekannt. Er schuf über eintausend Porträts, darunter Darstellungen nahezu aller führenden Persönlichkeiten der Amerikanischen Revolution. Neben George Washington porträtierte er unter anderem Thomas Jefferson, Benjamin Franklin, Alexander Hamilton und John Adams. Seine Werke zeichnen sich durch große Detailtreue und ein tiefes Interesse an der Charakterdarstellung aus. Er verband künstlerische Beobachtung mit aufklärerischem Interesse.
Peales Stil entwickelte sich unter dem Einfluss seines Lehrers Benjamin West und ist durch eine klare, neoklassizistische Formensprache geprägt. Peale verfolgte das Ideal des moralischen und aufklärerischen Porträts, in dem die dargestellte Person eine vorbildliche Rolle einnehmen sollte. Neben der Malerei war Charles Willson Peale ein bedeutender Innovator im Bereich der Museologie. In seinem Museum wurden neben ausgestopften Tieren und wissenschaftlichen Exponaten auch Porträts historischer Persönlichkeiten ausgestellt. So wurde es zu einer frühen Bildungsstätte für die breite Öffentlichkeit. Zu seinen bekanntesten musealen Projekten zählte die Präparation und Ausstellung eines Mastodons, das er im Hudson Valley ausgraben ließ – ein Pionierakt der amerikanischen Paläontologie.
Gemeinsam mit denen von Frederic Remington stellten Peales Werke eine Grundlage für die frühen abstrakten Arbeiten von Roy Lichtenstein dar, der sie stark verfremdete.

## Ehrungen
- Liberty-Frachter „S.S. Charles Willson Peale“ wurde nach ihm benannt
- Peale’s Barbar Farm Mastodon Exhumation Site (Montgomery) trägt ebenfalls seinen Namen
- Das Visual Studies Program der University of Pennsylvania vergibt jährlich den „Charles Willson Prize“

## Werke (Auswahl)
Schriften (Auswahl)
- An essay on building wooden bridges. 1797.
- Living countryside for gentlemen. 1800.
- An epistle to a friend on the means on preserving health. 1803.
- An essay to promote domestic happiness. 1812.

Bilder (Auswahl)
- Henrietta Maria Bordly. 1773.
- George Washington at the battle of Princeton. 1784.
- Henry Knox. 1784.
- Mrs. David Forman and child. 1785.
- David Rittenhouse. 1796.
- James Wilkinson. 1797.
- Friedrich Wilhelm von Steuben.
- Marie-Joseph Motier, Marquis de La Fayette.